# Evolution (2025)
Evolution (2025) foi um evento de luta livre profissional feminino produzido pela WWE. Foi o segundo evento Evolution e aconteceu no domingo, 13 de julho de 2025, na State Farm Arena em Atlanta, Geórgia, com combates entre lutadoras das divisões Raw, SmackDown e NXT da promoção. O evento foi transmitido via pay-per-view (PPV) e transmissão ao vivo, marcando o retorno do Evolution e o primeiro evento de luta livre profissional exclusivamente feminino a ser transmitido tanto pela Netflix quanto pelo Peacock, além de ser o primeiro Evolution desde o evento inaugural de 2018, realizado sete anos antes.
Sete lutas foram disputadas no evento. No evento principal, Naomi derrotou Rhea Ripley e a então campeã Iyo Sky na luta do cash-in do Money in the Bank de Naomi para conquistar o Campeonato Mundial Feminino do Raw; inicialmente, a luta começou como uma luta individual entre Sky e Ripley, no entanto, Naomi fez o cash-in durante a luta, transformando-a em uma luta triple threat. Em outras lutas importantes, Jade Cargill derrotou Naomi em uma luta No Holds Barred e Tiffany Stratton derrotou Trish Stratus para reter o Campeonato Feminino da WWE do SmackDown.

## Produção

### Introdução

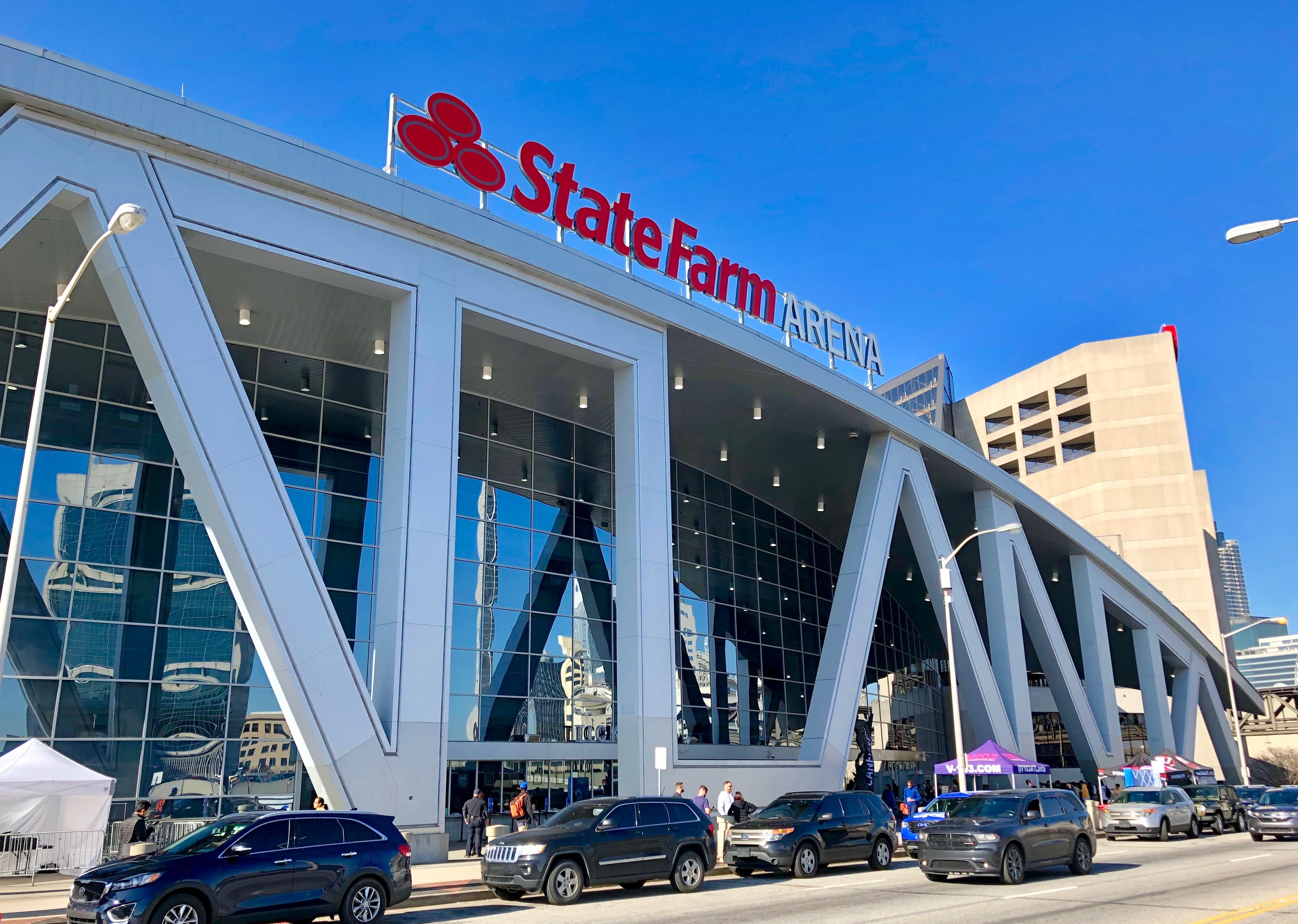
O evento foi realizado na State Farm Arena em Atlanta, Geórgia.

Em outubro de 2018, a promoção americana de luta livre profissional, WWE, realizou um evento exclusivamente feminino de luta livre profissional chamado Evolution. Nos anos seguintes, houve vários comentários de pessoas dentro da WWE sobre um possível segundo evento Evolution, com o apoio de diversas lutadoras da WWE.
Antes de sua demissão da WWE em abril de 2021, a lutadora Mickie James havia pressionado para que a empresa produzisse outro evento exclusivamente feminino, além de uma marca totalmente feminina, mas disse que foi "interrompida a cada oportunidade". Ela alegou que um oficial não identificado da WWE lhe disse que "a luta feminina não dá dinheiro" e que o Evolution foi o "pay-per-view com a menor avaliação de todos os tempos na história dos pay-per-views da WWE". Em junho de 2021, a ex-lutadora da WWE Maria Kanellis também afirmou que o ex-chefe de relações com talentos da WWE, Mark Carano, lhe disse que não haveria outro evento exclusivamente feminino, embora em uma teleconferência no mesmo mês, Paul "Triple H" Levesque tenha dito que um segundo Evolution seria possível, "mas não é algo imprescindível no momento".
Após mais alguns anos, seguindo as aposentadorias duplas do ex-proprietário e presidente Vince McMahon, juntamente com a subsequente aquisição da WWE pela Endeavor e a fusão com o UFC para formar o TKO Group Holdings em 2023, um relatório surgiu em 6 de março de 2025, indicando que a WWE estava, de fato, planejando realizar um segundo evento Evolution. O site Bodyslam.net afirmou que a empresa tinha como objetivo realizar o evento em 5 de julho de 2025, na Mohegan Sun Arena, em Uncasville, Connecticut, mas observou que, embora o evento estivesse em andamento, o cronograma era provisório. Em 12 de maio de 2025, um novo relatório do PWInsider afirmou que a empresa estava agora buscando realizar o evento uma semana depois, em Atlanta, Geórgia, durante o mesmo final de semana do Saturday Night's Main Event XL. A WWE então confirmou isso com um anúncio durante o Saturday Night's Main Event XXXIX em 24 de maio, com o segundo evento Evolution agendado para domingo, 13 de julho, na State Farm Arena de Atlanta; o Saturday Night's Main Event XL foi realizado no dia anterior, no mesmo local, enquanto o NXT realizou o The Great American Bash na tarde do Saturday Night's Main Event no próximo Center Stage, fazendo uma programação concorrente com o maior evento do ano da All Elite Wrestling, All In. O Evolution foi realizado na mesma noite da terceira parte da turnê Cowboy Carter de Beyoncé, que aconteceu no estádio Mercedes-Benz nas proximidades, gerando preocupações quanto à presença do público e à audiência.
Além de ser transmitido mundialmente por pay-per-view tradicional e por transmissão ao vivo pelo Peacock nos Estados Unidos, o evento também esteve disponível para transmissão ao vivo pela Netflix na maioria dos mercados internacionais e pela WWE Network nos países restantes que ainda não migraram para a Netflix devido a contratos preexistentes. Este foi o primeiro Evolution, e o primeiro evento de luta livre profissional exclusivamente feminino, a ser transmitido pela Netflix após a fusão da WWE Network com o serviço em janeiro de 2025 nessas regiões.

### Histórias
O card incluiu lutas resultantes de histórias roteirizadas. Os resultados foram predeterminados pelos escritores da WWE nas marcas Raw, SmackDown e NXT enquanto as histórias foram produzidas nos programas semanais de televisão da WWE, Monday Night Raw, Friday Night SmackDown e NXT.
No episódio de 10 de junho do NXT, após Jacy Jayne defender com sucesso o Campeonato Feminino do NXT, a gerente geral do NXT, Ava, anunciou que no episódio seguinte haveria quatro lutas, com cada vencedora avançando para uma luta fatal four-way no episódio de 24 de junho, onde a vencedora enfrentaria Jayne pelo campeonato no Evolution. O combate foi vencido por Jordynne Grace.
No episódio de 3 de março do Raw, Iyo Sky derrotou Rhea Ripley para conquistar o Campeonato Mundial Feminino. Ripley foi então inserida em uma luta triple threat pelo título na Noite 2 da WrestleMania 41, onde Sky manteve o título. Nos meses seguintes, Ripley focou em conseguir uma revanche. Após sua vitória no Night of Champions, Ripley abriu o episódio seguinte do Raw, onde foi confrontada por Sky, que disse que o gerente geral do Raw, Adam Pearce, permitiu que ela defendesse seu título no Evolution contra uma adversária de sua escolha, com Sky, em seguida, escolhendo defender o título contra Ripley no evento.
No episódio de 16 de junho do Raw, a campeã de duplas femininas da WWE, Liv Morgan, sofreu uma lesão legítima no ombro durante uma luta contra Kairi Sane, o que exigiu uma cirurgia e a afastou dos ringues por vários meses. Nessa época, Roxanne Perez começou a se inserir na facção de Morgan, The Judgment Day. No episódio 30 de junho do Raw, os membros do Judgment Day, Finn Bálor e JD McDonagh, propuseram ao gerente geral do Raw, Adam Pearce, e ao gerente geral do SmackDown, Nick Aldis, que Perez substituísse Morgan para que ela e Raquel Rodriguez pudessem defender o título. Pearce e Aldis concordaram, mas com uma condição: Rodriguez e Perez teriam que defender o Campeonato de Duplas Femininas no Evolution contra uma equipe de cada marca em uma luta fatal four-way de duplas. Bálor e McDonagh concordaram, e a luta foi oficialmente marcada. No episódio de 4 de julho do SmackDown, Alexa Bliss e Charlotte Flair derrotaram Michin e B-Fab e The Secret Service (Alba Fyre e Piper Niven) para garantir a vaga do SmackDown. Na semana seguinte, no Raw, a equipe do NXT foi anunciada como Sol Ruca e Zaria, e naquele mesmo episódio, Sane derrotou Perez em uma luta individual, seguida por uma agressão de Rodriguez e Perez. Asuka veio em defesa de Sane, reunindo as Kabuki Warriors, que foram adicionadas ao combate representando o Raw.
No Evolution original de 2018, uma battle royal foi realizada, onde a vencedora recebeu uma luta futura pelo campeonato mundial feminino. No episódio de 30 de junho do Raw, os gerentes gerais do Raw e SmackDown, Adam Pearce e Nick Aldis, anunciaram que o Evolution de 2025 também teria uma battle royal, com a vencedora conquistando uma luta pelo título no Clash in Paris.
No episódio de 4 de julho do SmackDown, a campeã feminina da WWE, Tiffany Stratton, falou sobre sua defesa de título programada para o SummerSlam contra a vencedora do Queen of the Ring, Jade Cargill. Stratton então revelou que também defenderia seu título no Evolution e que tinha o direito de escolher sua oponente. Após Cargill interromper, Stratton afirmou que tinha uma surpresa, o que fez a lenda do Hall da Fama da WWE, Trish Stratus, aparecer. Stratus, que já havia feito parceria com Stratton e conquistado a vitória no Elimination Chamber em março, foi anunciada como a surpresa. Stratton declarou que queria defender seu título contra Stratus no Evolution, o que Stratus aceitou.
No episódio de 22 de novembro de 2024 do SmackDown, Jade Cargill foi encontrada atacada nos bastidores por um agressor desconhecido, o que a deixou fora de ação por tempo indefinido. Durante a ausência de Cargill, Naomi se ofereceu para substituir Cargill como uma das campeãs de duplas femininas da WWE, ao lado de Bianca Belair. Naomi e Belair suspeitaram que Liv Morgan e Raquel Rodriguez, com quem estavam em uma rivalidade na época, eram responsáveis pelo ataque, e iniciaram sua própria investigação. Isso levou a uma luta de título entre as duas equipes no episódio de 24 de fevereiro de 2025 do Raw, onde Naomi e Belair perderam os cinturões. Logo depois, tanto Naomi quanto Belair se qualificaram para a luta feminina do Elimination Chamber no evento homônimo. Antes da luta começar, Cargill fez um retorno surpresa e atacou Naomi, que foi incapacitada de competir devido ao ataque. No episódio seguinte do SmackDown, Naomi revelou que foi ela quem atacou Cargill e disse que se arrependia de não tê-la atacado antes, virando vilã pela primeira vez desde 2016. Isso levou a uma luta entre Cargill e Naomi na Noite 1 da WrestleMania 41, na qual Cargill saiu vitoriosa. A rivalidade entre elas continuou após o evento, com Cargill derrotando Naomi em uma luta de duplas e Naomi vencendo Cargill em uma luta triple threat para se qualificar para a luta de escadas feminina do Money in the Bank, que Naomi acabou vencendo. Após Naomi atacar Cargill com sua maleta do Money in the Bank no episódio de 4 de julho do SmackDown, uma luta No Holds Barred entre as duas foi marcada para o Evolution.
Na Noite 2 da WrestleMania 41, Bayley estava programada para se juntar a Lyra Valkyria para lutar pelo Campeonato de Duplas Femininas da WWE; no entanto, na Noite 1, Bayley foi atacada nos bastidores por um agressor desconhecido. Valkyria teve que escolher uma nova parceira, que foi revelada como Becky Lynch, que fez seu retorno, e juntas conquistaram o título, mas o perderam na noite seguinte no Raw. Isso enfureceu Lynch, que virou contra Valkyria e a atacou, revelando também que foi ela quem atacou Bayley. Isso levou a uma luta no Backlash pelo Campeonato Intercontinental Feminino de Valkyria, onde Valkyria manteve o título, mas em uma revanche no Money in the Bank, Lynch derrotou Valkyria em uma luta Last Chance para conquistar o título. A rivalidade entre as duas continuou nas semanas seguintes, com Bayley retornando e atacando Lynch, além de passar a mirar no Campeonato Intercontinental Feminino, para o desgosto de Valkyria, que também ficou irritada com Bayley por não ter falado com ela desde o ataque de Lynch. As coisas pioraram no episódio de 23 de junho do Raw, onde Bayley enfrentou Lynch pelo título. Valkyria tentou ajudar Bayley, mas após ser atacada por Lynch, Valkyria retaliou, inadvertidamente causando a vitória de Lynch por desqualificação, o que permitiu a campeã manter o título. Bayley e Valkyria se enfrentaram na semana seguinte para determinar quem enfrentaria Lynch pelo título, mas a luta terminou em um empate duplo, levando a uma briga entre as duas. No episódio de 6 de julho do Raw, o gerente geral Adam Pearce anunciou que Lynch defenderia o título contra Bayley e Valkyria em uma luta triple threat no Evolution.

#### Luta cancelada
No episódio de 9 de junho do Raw, a WWE começou a provocar uma luta envolvendo Liv Morgan e a membro do Hall da Fama da WWE, Nikki Bella, que supostamente aconteceria no Evolution, seja como uma luta individual ou uma luta pelo Campeonato de Duplas Feminino com Morgan e Raquel Rodriguez defendendo contra The Bella Twins se a WWE e a irmã de Nikki, Brie Bella conseguissem fechar um acordo. No entanto, Morgan sofreu uma luxação legítima no ombro em uma luta contra Kairi Sane na semana seguinte, descartando todos os planos de Morgan no evento.

## Evento
| Papel:                    | Nome:             |
| ------------------------- | ----------------- |
| Apresentadores            | Joe Tessitore     |
| Apresentadores            | Stephanie McMahon |
| Comentaristas em inglês   | Michael Cole      |
| Comentaristas em inglês   | Wade Barrett      |
| Comentaristas em espanhol | Marcelo Rodriguez |
| Comentaristas em espanhol | Jerry Soto        |
| Anunciadora de ringue     | Alicia Taylor     |
| Árbitras                  | Bianca Belair     |
| Árbitras                  | Jessika Carr      |
| Árbitras                  | Victoria D'Errico |
| Árbitras                  | Daphanie LaShaunn |
| Entrevistadoras           | Cathy Kelley      |
| Entrevistadoras           | Megan Morant      |
| Painel do pré-show        | Michael Cole      |
| Painel do pré-show        | Wade Barrett      |
| Painel do pré-show        | Jackie Redmond    |
| Painel do pré-show        | Big E             |

### Lutas preliminares
O evento começou com Becky Lynch defendendo o Campeonato Intercontinental Feminino do Raw contra Lyra Valkyria e Bayley em uma luta triple threat. A luta foi equilibrada entre as três competidoras. Durante o combate, Lynch aplicou um Manhandle Slam em Valkyria, mas Bayley interrompeu o pin. Em seguida, Valkyria impediu um pin de Bayley sobre Lynch após um Bayley-to-Belly. Valkyria então aplicou o Nightwing em Lynch, mas novamente Bayley quebrou o pin. No final da luta, Bayley tentou fazer o pin em Valkyria após um Rose Plant, mas Lynch aproveitou o momento e venceu Bayley com um roll-up, mantendo o título.
A segunda luta foi Jacy Jayne defendendo o Campeonato Feminino do NXT, acompanhada por Fallon Henley e Jazmyn Nyx, contra Jordynne Grace, que teve o apoio de Blake Monroe. Durante o combate, Henley e Nyx atacaram Grace enquanto a árbitra estava distraída. Jayne aplicou um neckbreaker da segunda corda em Grace, quase conseguindo a vitória. Quando Jayne estava com o cinturão em mãos, Grace aplicou um roll-up para uma contagem de dois. Em seguida, com Henley distraindo a árbitra, Monroe acertou Grace com o cinturão, permitindo que Jayne aplicasse o Rolling Encore e fizesse o pin para manter o título.
Em seguida, The Judgment Day (Raquel Rodriguez e Roxanne Perez) defendeu o Campeonato de Duplas Femininas da WWE contra as Kabuki Warriors (Asuka e Kairi Sane), Alexa Bliss e Charlotte Flair, e Sol Ruca e Zaria, em uma luta fatal four-way de duplas. Durante o combate, Flair aplicou um Spear em Perez, mas não conseguiu a vitória. Mais tarde, Rodriguez aplicou um powerbomb em Bliss sobre Asuka e Sane. Em seguida, executou o Tejana Bomb em Ruca e fez o pin para manter o título.
Na quarta luta, Tiffany Stratton defendeu o Campeonato Feminino da WWE contra Trish Stratus. Quando Stratton tentou aplicar o Prettiest Moonsault Ever, Stratus levantou os joelhos e respondeu com o Stratusfaction, mas não conseguiu a vitória. No final, Stratus tentou aplicar um Moonsault, mas foi surpreendida por Stratton, que levantou os joelhos e, em seguida, aplicou um Alabama Slam e o Prettiest Moonsault Ever para vencer a luta e manter o título.
Em seguida, Jade Cargill enfrentou Naomi em uma luta No Holds Barred, com Bianca Belair como árbitra especial. Durante o combate, Cargill colocou uma lixeira sobre Naomi e a chutou em seguida. Mais tarde, tentou arremessar uma caixa de ferramentas em Naomi fora do ringue, mas ela se esquivou e aplicou um dropkick em Cargill, que atravessou a mesa de comentaristas. Naomi então acertou Cargill com uma cadeira, fazendo com que ela caísse por outra mesa fora do ringue. No final, enquanto Naomi estava na segunda corda, Cargill a atingiu com uma cadeira. Em seguida, aplicou o Jaded do alto do corner sobre uma mesa e venceu a luta.
A penúltima luta foi a battle royal valendo uma oportunidade por um título feminino no Clash in Paris. Um momento de destaque aconteceu quando Kelani Jordan caminhou sobre as mãos da mesa de comentaristas até a beirada do ringue. Perto do final da luta, Lash Legend eliminou Nikki Bella, que tentava eliminar Nia Jax. Em seguida, Stephanie Vaquer e Legend uniram forças para eliminar Jax. Com as duas restantes na beirada do ringue, Vaquer aplicou o Devil’s Kiss em Legend, eliminando-a e garantindo uma luta pelo Campeonato Mundial Feminino no Clash in Paris.

### Evento principal
No evento principal, Iyo Sky defendeu o Campeonato Mundial Feminino contra Rhea Ripley. Após uma luta equilibrada, Sky ganhou a vantagem após um tornado DDT, um suicide dive e um dropkick de cima da corda. Sky então executou um double knee smash em Ripley, jogando-a contra os turnbuckles, quase conseguindo a vitória. Sky tentou um Moonsault, mas contra-atacou uma tentativa de suplex de Ripley, aterrissando de pé. Sky então jogou Ripley com o pescoço primeiro contra o turnbuckle superior e tentou um double underhook DDT, mas Ripley contra-atacou. Após mais contra-ataques, Sky executou um poisonrana em Ripley, quase conseguindo a vitória. Ripley impediu uma tentativa de Moonsault de Sky e seguiu com um Razor's Edge powerbomb, seguido de um sitout powerbomb, quase garantindo a vitória. Ripley tentou o Riptide, mas Sky o contra-atacou com um sleeper hold. Sky contra-atacou um superplex de cima da corda e chutou Ripley para longe das cordas. Sky acertou acidentalmente a árbitra com um dropkick, e Ripley executou um Riptide em Sky, mas não havia árbitra para contar. Ripley então fez um Razor's Edge powerbomb em Sky, e as duas lutaram até a plateia, com Ripley ganhando a vantagem. Sky então realizou um crossbody sobre Ripley de cima de caixas de produção. A luta eventualmente voltou ao ringue, onde Ripley enviou Sky de costelas contra a mesa de comentaristas. Enquanto a árbitra se recuperava, Sky executou um Moonsault em Ripley, quase conseguindo a vitória. Quando Ripley tentou um Avalanche Riptide, Sky o contra-atacou com uma Spanish Fly. Naomi então apareceu e usou seu contrato do Money in the Bank, transformando a luta individual em uma luta triple threat. Naomi jogou Ripley contra o poste do ringue e fez o pin em Sky após um split-legged moonsault, conquistando o título.

## Recepção
Dave Meltzer, do Wrestling Observer Newsletter, avaliou o combate pelo Campeonato Intercontinental Feminino com 4,25 estrelas, o combate pelo Campeonato Feminino do NXT com 3,25 estrelas, o combate pelo Campeonato de Duplas Femininas com 3,25 estrelas, o combate pelo Campeonato Feminino da WWE com 3 estrelas, o combate No Holds Barred com 3,5 estrelas, a Battle Royal com 3,25 estrelas e o evento principal com 4,75 estrelas.

## Após o evento

### Raw
A nova campeã mundial feminina, Naomi, abriu o episódio seguinte do Raw para falar sobre seu cash-in do Money in the Bank, quando Rhea Ripley interrompeu. Ripley culpou Naomi pela razão de não ser mais campeã, até que Iyo Sky apareceu, jurando recuperar o título de Naomi. O gerente geral do Raw, Adam Pearce, então agendou uma luta triple threat entre as três pelo título no SummerSlam. Também foi confirmado que a vencedora da Battle Royal do Evolution, Stephanie Vaquer, desafiaria a vencedora no Clash in Paris.
Ainda no Raw, as campeãs de duplas femininas da WWE, Raquel Rodriguez e Roxanne Perez, derrotaram as Kabuki Warriors (Asuka e Kairi Sane) em uma luta sem o título em jogo. Nikki Bella derrotou Chelsea Green, mas foi atacada pelas parceiras de Green, Piper Niven e Alba Fyre. Stephanie Vaquer, então, apareceu para salvar Bella do ataque.
Lyra Valkyria derrotou Bayley em uma luta de duas quedas, conquistando uma nova oportunidade pelo Campeonato Intercontinental Feminino contra Becky Lynch no SummerSlam.

### NXT
Em 3 de julho, a promoção parceira da WWE, a Total Nonstop Action Wrestling (TNA), anunciou que quem vencesse o combate pelo Campeonato Feminino do NXT no Evolution enfrentaria a campeã mundial das Knockouts da TNA, Masha Slamovich, em uma luta Winner Takes All no Slammiversary da TNA, em 20 de julho. A vitória de Jayne confirmou que ela enfrentaria Slamovich, e as duas se confrontaram no NXT após o Evolution.
Após o desentendimento entre Jordynne Grace e Blake Monroe, Grace invadiu o combate pelo Campeonato Feminino Evolve da WWE entre Karmen Petrovic e a campeã Kali Armstrong, jogando ambas para fora do ringue e causando a desqualificação. Com Monroe ausente, Grace foi convidada a comparecer no episódio seguinte do NXT para assistir ao combate de estreia de Monroe em uma luta individual contra Wren Sinclair.

### SmackDown
No episódio seguinte do SmackDown, antes da defesa do Campeonato de Duplas Femininas da WWE por Raquel Rodriguez e Roxanne Perez contra Charlotte Flair e Alexa Bliss no SummerSlam, Flair derrotou Rodriguez com a ajuda de Bliss.
Também no SmackDown, Stephanie Vaquer derrotou Alba Fyre em uma luta individual.
Após eliminar a campeã feminina dos Estados Unidos, Giulia, da Battle Royal no Evolution, Zelina Vega foi agendada para desafiar Giulia pelo título no episódio de 1º de agosto do SmackDown.

## Resultados
| Nº                                          | Resultados | Estipulações                                                                                                  | Tempo |
| ------------------------------------------- | --- | --- | ----- |
| 1                                           | Becky Lynch (c) derrotou Bayley e Lyra Valkyria | Luta triple threat pelo Campeonato Intercontinental Feminino da WWE                                           | 16:30 |
| 2                                           | Jacy Jayne (c) (com Fallon Henley e Jazmyn Nyx) derrotou Jordynne Grace (com Blake Monroe)                                                                  | Luta individual pelo Campeonato Feminino do NXT                                                               | 10:30 |
| 3                                           | The Judgment Day (Raquel Rodriguez e Roxanne Perez) (c) derrotou Alexa Bliss e Charlotte Flair, Sol Ruca e Zaria e The Kabuki Warriors (Asuka e Kairi Sane) | Luta fatal four-way de duplas pelo Campeonato de Duplas Femininas da WWE                                      | 10:50 |
| 4                                           | Tiffany Stratton (c) derrotou Trish Stratus | Luta individual pelo Campeonato Feminino da WWE                                                               | 8:30  |
| 5                                           | Jade Cargill derrotou Naomi | Luta No Holds Barred Bianca Belair foi a árbitra convidada especial.                                          | 11:10 |
| 6                                           | Stephanie Vaquer venceu ao eliminar por último Lash Legend                                                                                                  | Battle Royal por uma luta pelo campeonato mundial feminino no Clash in Paris                                  | 15:30 |
| 7                                           | Naomi derrotou Iyo Sky (c) e Rhea Ripley | Luta triple threat pelo Campeonato Mundial Feminino Esta foi a luta do cash-in do Money in the Bank de Naomi. | 26:20 |
| (c) – Refere-se aos campeões antes da luta. | | |       |

1. ↑  Ordem de eliminação: Tatum Paxley, Izzi Dame, Ivy Nile, Natalya, Maxxine Dupri, Candice LeRae, Jaida Parker, Kelani Jordan, Giulia, B-Fab, Michin, Zelina Vega, Alba Fyre, Lola Vice, Piper Niven, Chelsea Green, Nikki Bella, Nia Jax, Lash Legend
2. ↑  A luta começou originalmente como uma luta individual entre Sky e Ripley, no entanto, Naomi usou seu contrato do Money in the Bank enquanto a luta estava em andamento, transformando-a em uma luta triple threat.

### NXT Women's Championship Evolution Eliminator (2025)
|  |                                    |                                    |              |       |                          |                          |
|  | Primeira Rodada (NXT, 17 de junho) | Primeira Rodada (NXT, 17 de junho) |              |       | Final (NXT, 24 de junho) | Final (NXT, 24 de junho) |
|  | Primeira Rodada (NXT, 17 de junho) | Primeira Rodada (NXT, 17 de junho) |              |       | Final (NXT, 24 de junho) | Final (NXT, 24 de junho) |
|  |                                    |                                    |              |       |                          |                          |
|  |                                    |                                    |              |       |                          |                          |
|  | Jaida Parker                       | Pin                                |              |       |                          |                          |
|  | Jaida Parker                       | Pin                                |              |       |                          |                          |
|  | Thea Hail                          | 9:15                               |              |       |                          |                          |
|  | Thea Hail                          | 9:15                               |              |       |                          |                          |
|  |                                    |                                    |              |       |                          |                          |
|  |                                    |                                    |              |       |                          |                          |
|  |                                    |                                    |              |       |                          |                          |
|  |                                    |                                    |              |       |                          |                          |
|  | Kelani Jordan                      | 9:56                               |              |       |                          |                          |
|  | Kelani Jordan                      | 9:56                               |              |       |                          |                          |
|  | Lash Legend                        | Pin                                |              |       |                          |                          |
|  | Lash Legend                        | Pin                                |              |       |                          |                          |
|  |                                    |                                    | Jaida Parker | 12:49 |                          |                          |
|  |                                    |                                    | Jaida Parker | 12:49 |                          |                          |
|  |                                    |                                    | Lash Legend  | –     |                          |                          |
|  |                                    |                                    | Lash Legend  | –     |                          |                          |
|  | Izzi Dame                          | Pin                                |              |       | Izzi Dame                | –                        |
|  | Izzi Dame                          | Pin                                |              |       | Izzi Dame                | –                        |
|  | Zaria                              | 8:21                               |              |       | Jordynne Grace           | Pin                      |
|  | Zaria                              | 8:21                               |              |       | Jordynne Grace           | Pin                      |
|  |                                    |                                    |              |       |                          |                          |
|  |                                    |                                    |              |       |                          |                          |
|  |                                    |                                    |              |       |                          |                          |
|  |                                    |                                    |              |       |                          |                          |
|  | Jordynne Grace                     | Pin                                |              |       |                          |                          |
|  | Jordynne Grace                     | Pin                                |              |       |                          |                          |
|  | Lola Vice                          | 8:39                               |              |       |                          |                          |
|  | Lola Vice                          | 8:39                               |              |       |                          |                          |